# MCV
MCV (яп. 機動戦闘車, англ. Maneuver Combat Vehicle, рус. Маневренная боевая машина) — японская боевая машина с тяжёлым вооружением.

## Описание
MCV предназначена для оснащения сил быстрого развёртывания с целью повышения огневой мощи подразделений при сохранении высокой мобильности. Броня обеспечивает защиту от выстрелов РПГ, 30 мм автоматических орудий во фронтальной и 12,7 мм пулеметов в боковой проекциях. Заряжание пушки ручное.
MCV создавалась под задачи новой стратегии усиления огневой мощи без ущерба для воздушной транспортабельности боевой машины. MCV планируется на смену части танкового парка японских сил самообороны. Количество основных боевых танков при этом будет сокращено с 740 до 300. Мобильность MCV позволит оперативней отвечать на угрозы безопасности отдалённых островов, ввиду упрощения перевозки.

## История
Технический проектно-конструкторский институт министерства обороны Японии сконструировал несколько прототипов с 2008 года. Четвёртый прототип современного вида был выпущен 9 октября 2013 года. Тестирование образца планируется начать в 2014 или 2015 году, а оснащение ими Сил самообороны предполагается с 2016 года.

## Операторы
- Япония — 123 единицы, по состоянию на 2022 год[7].